# Steinseltz
Steinseltz – miejscowość i gmina we Francji, w regionie Grand Est, w departamencie Dolny Ren.
Według danych na rok 1990 gminę zamieszkiwało 580 osób, a gęstość zaludnienia wynosiła 106 osób/km² (wśród 903 gmin Alzacji Steinseltz plasuje się na 421. miejscu pod względem liczby ludności, natomiast pod względem powierzchni na miejscu 458.).

Steinseltz
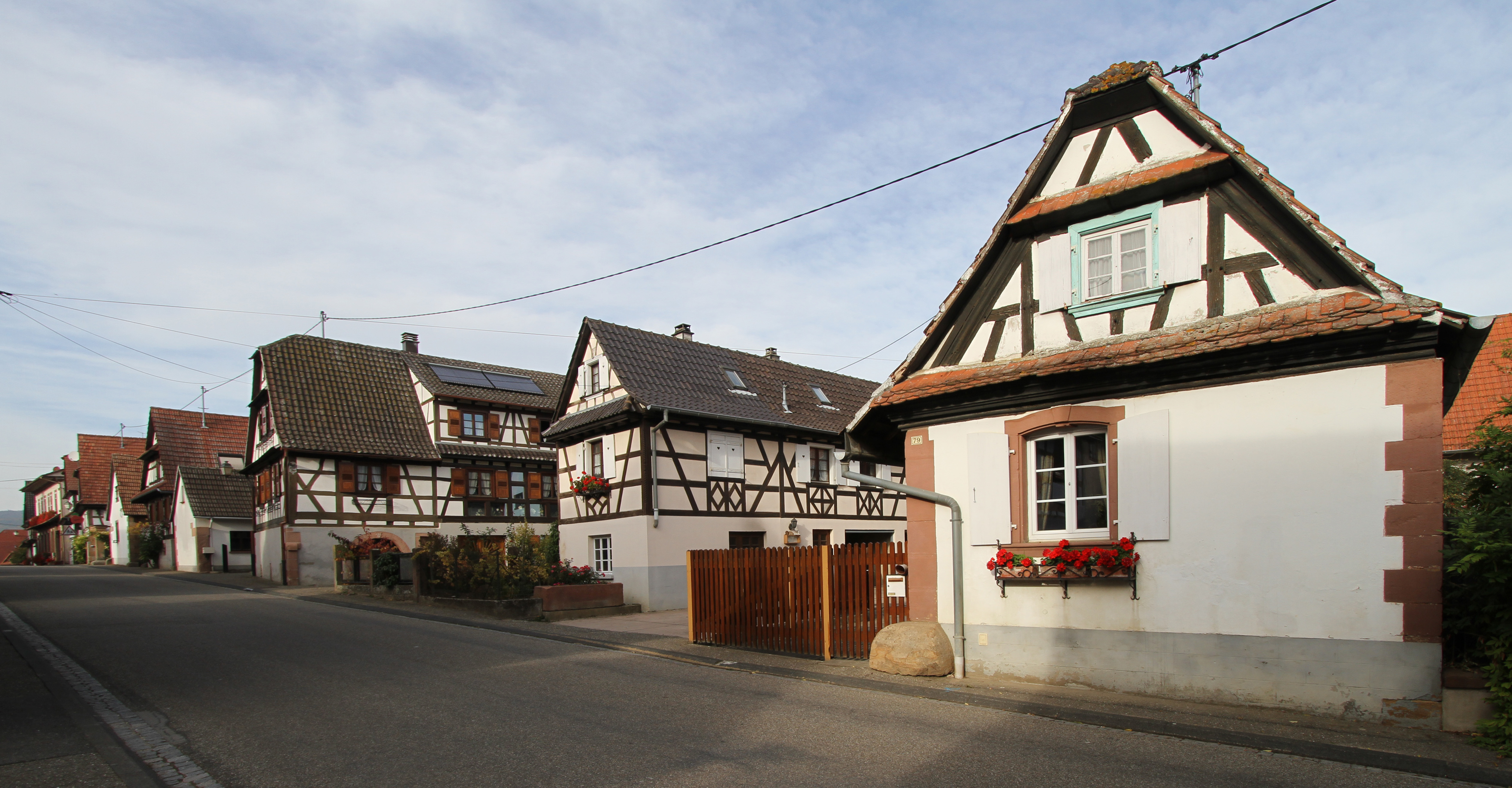
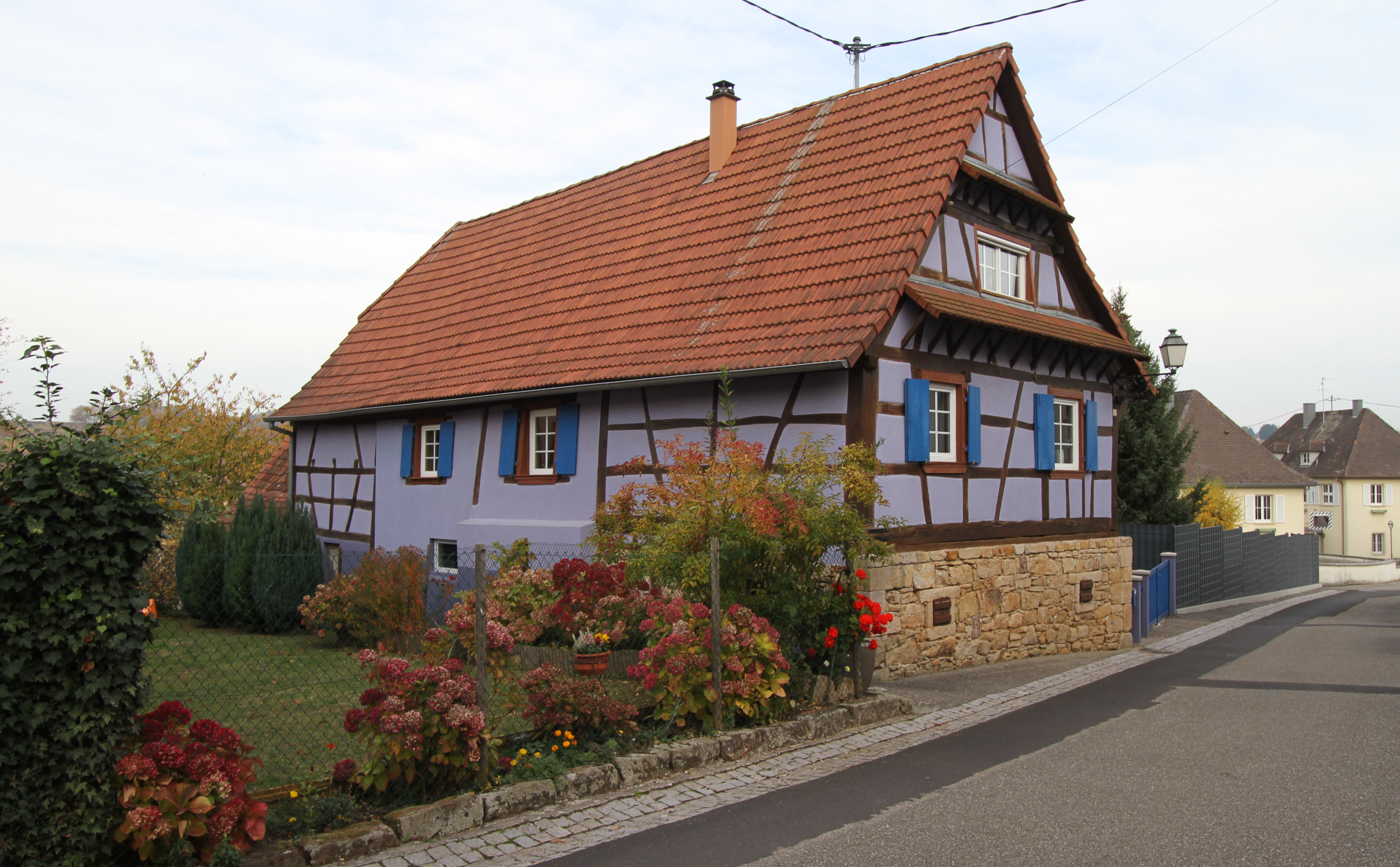
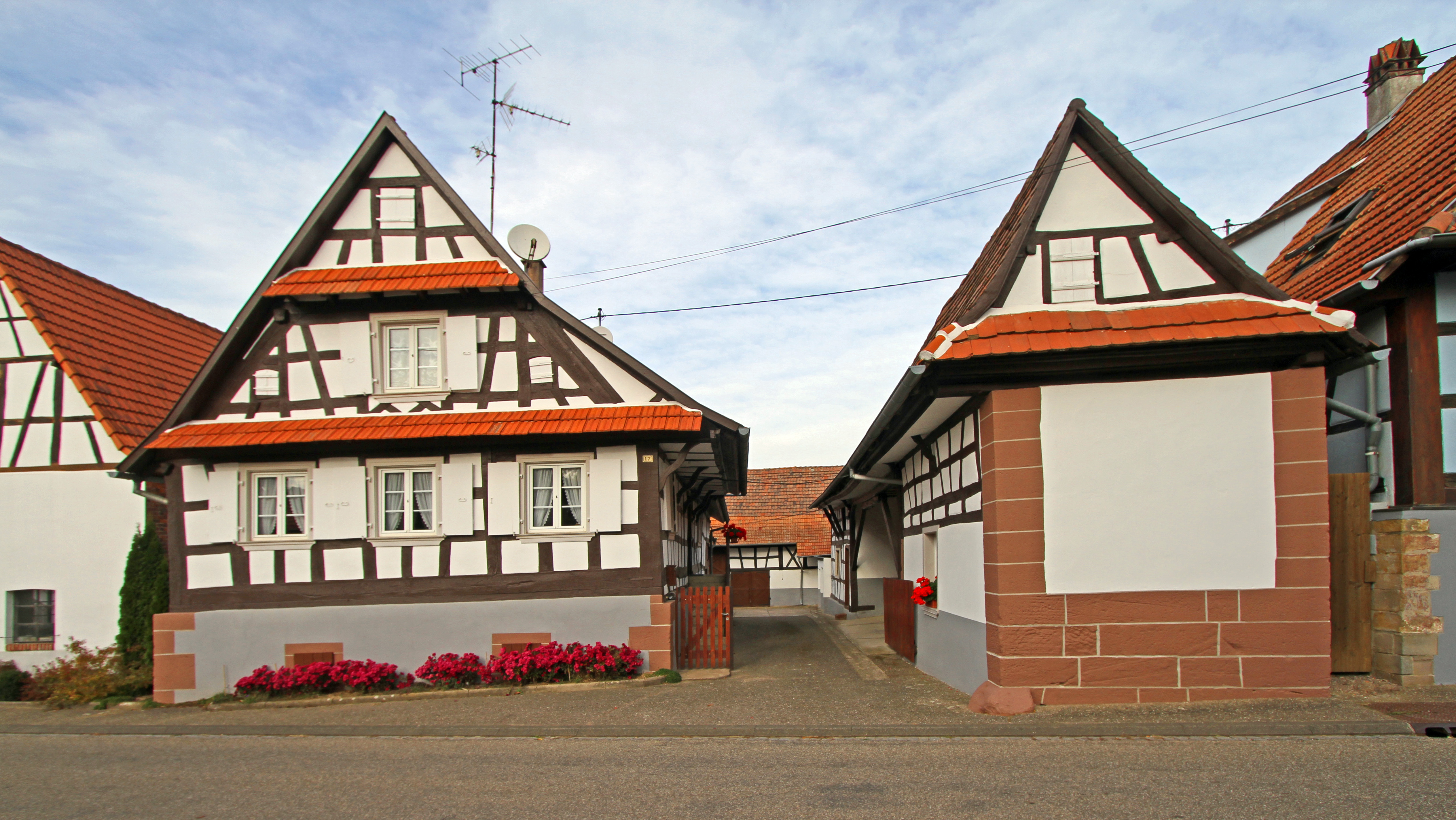
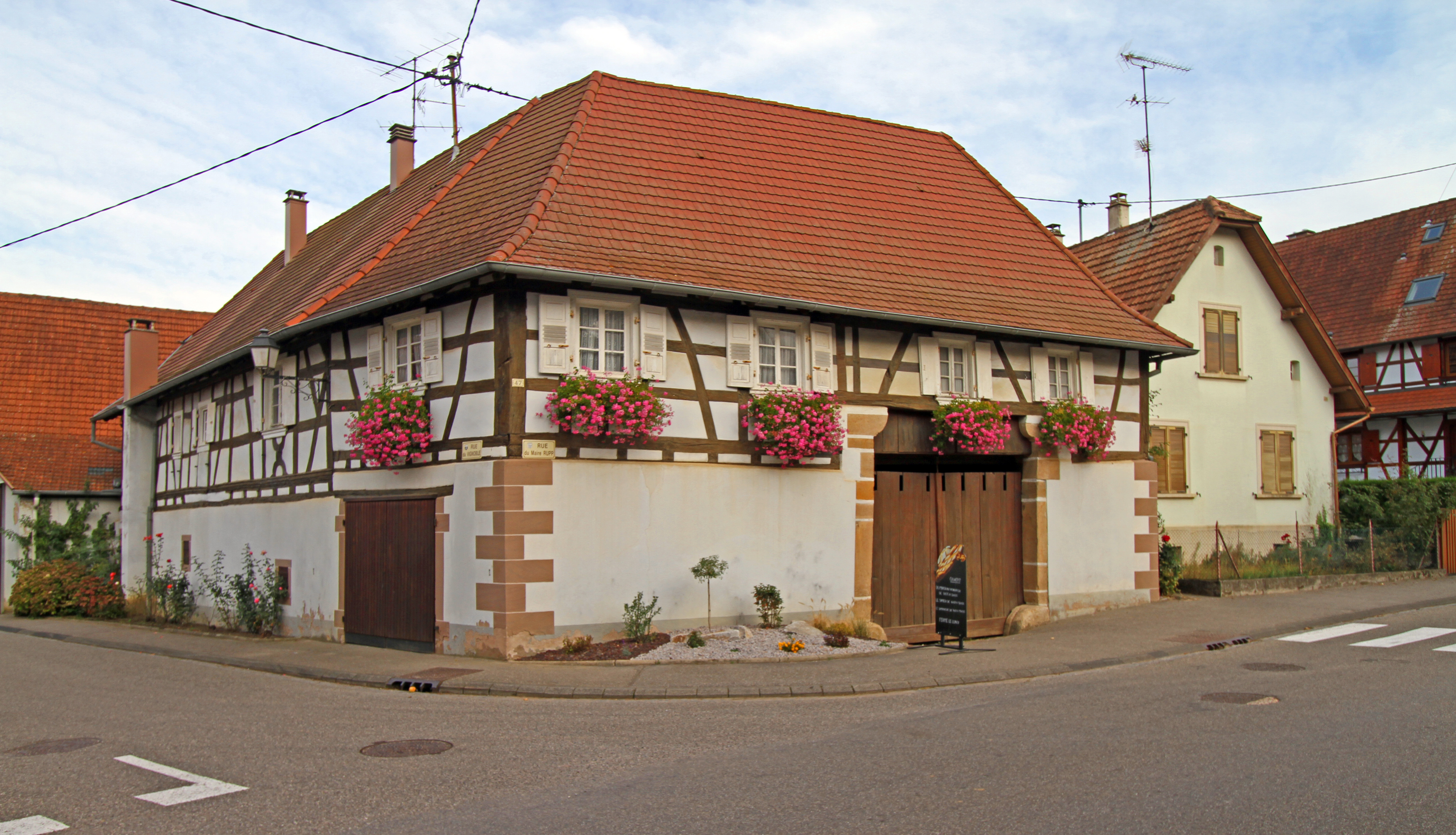
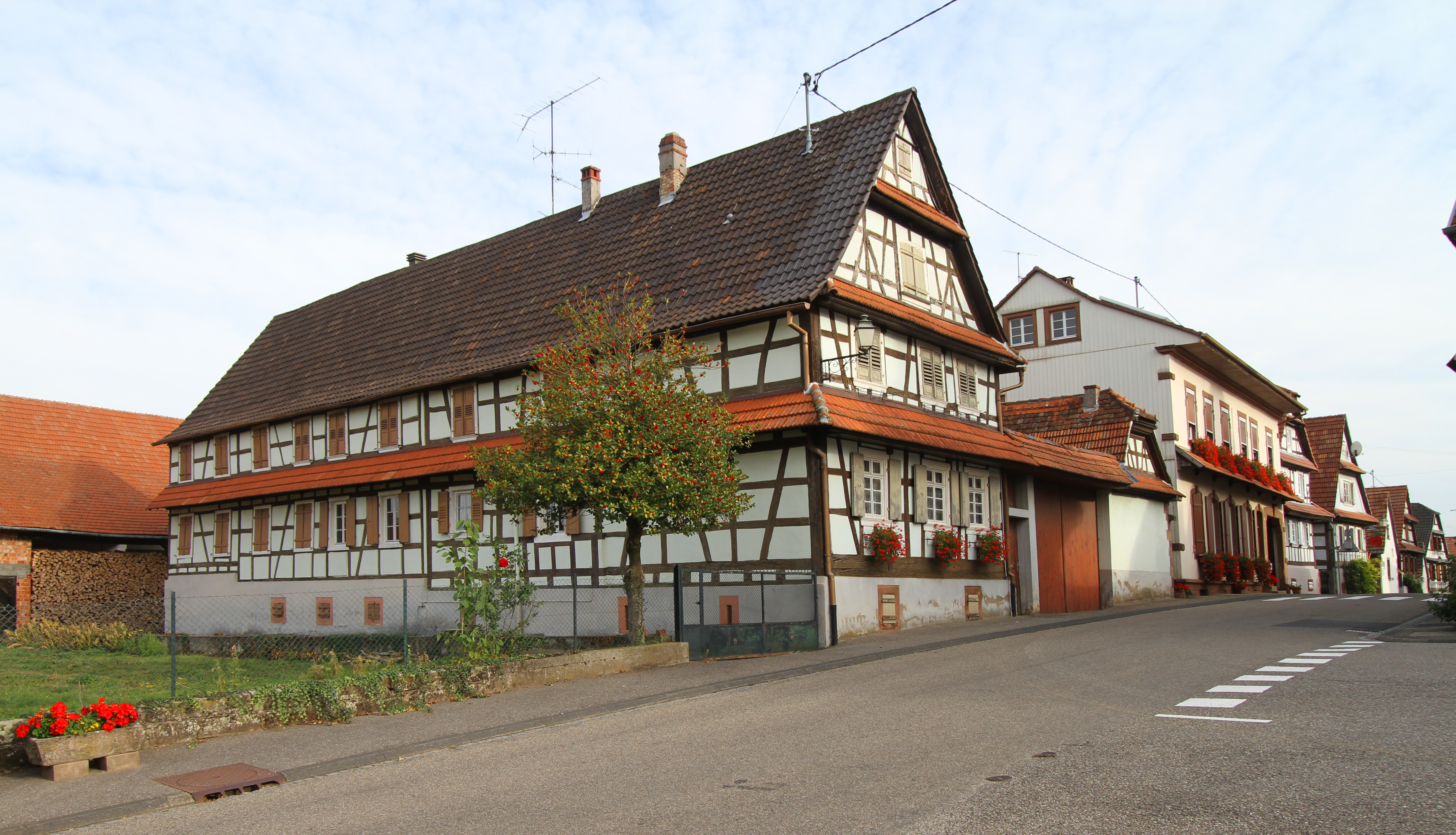
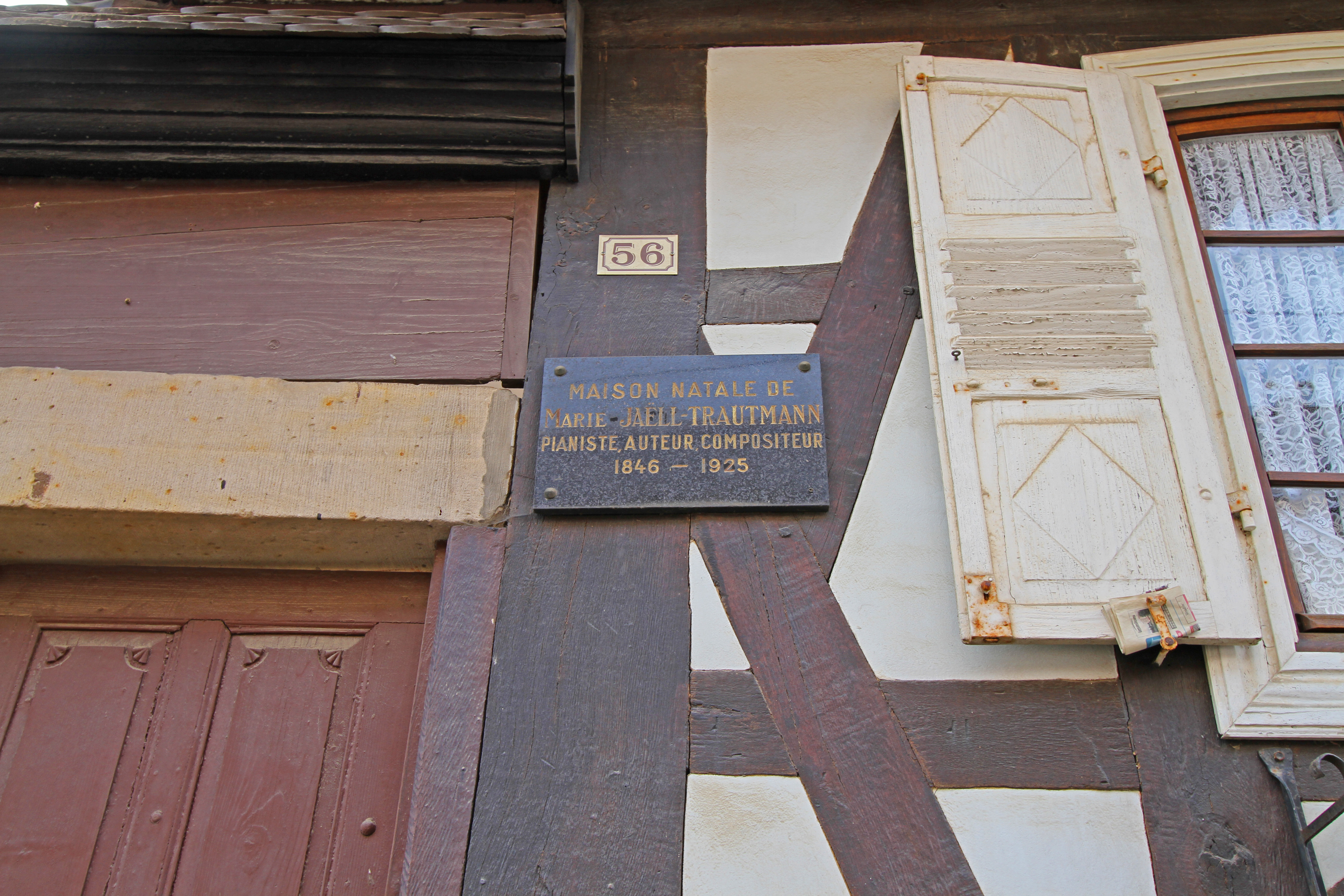
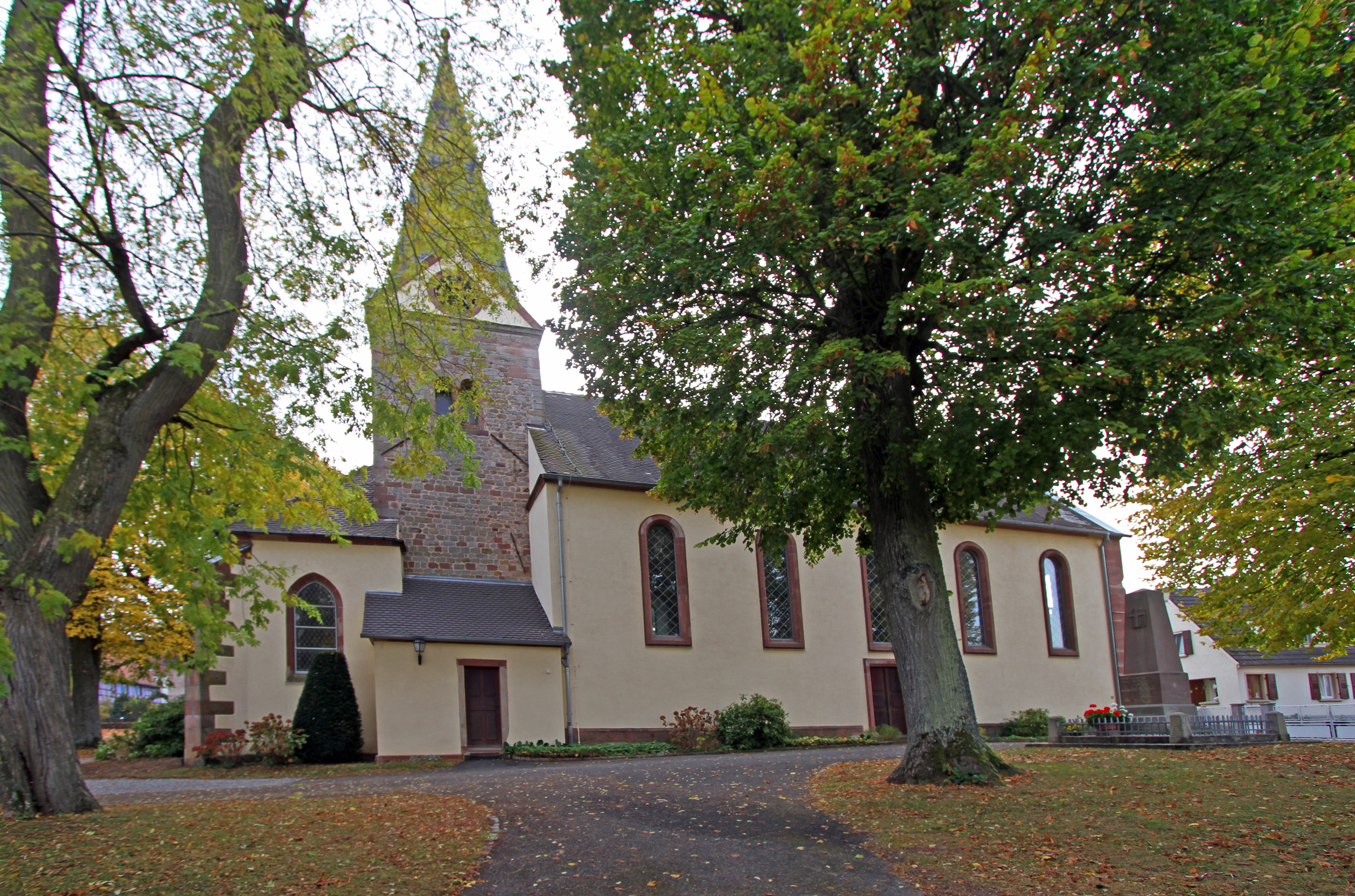